# 安達宗景
安達 宗景（あだち むねかげ）は、鎌倉時代中期の武将。鎌倉幕府御家人。安達氏の一族で、安達泰盛の嫡男。秋田城介。

## 生涯
父泰盛が29歳の時に産まれる。北条氏得宗家当主・鎌倉幕府第8代執権・北条時宗より偏諱を受けて宗景と名乗る。得宗家は本来ならば将軍の下で一御家人という立場にありながら、烏帽子親関係による一字付与を利用して、他の有力御家人を統制したことが指摘されており、その統制の主体である烏帽子親、すなわち有力御家人が一字を賜る相手が将軍から得宗家へ移行したという見解も示されている（→詳細は北条氏#北条氏による一字付与についてを参照）。よって、安達盛長以来幕府の信任を得て有力御家人となっていた安達氏もその統制下にあり、同じく北条氏と縁戚関係を結んでいた足利氏のケースと同様に、泰盛が北条泰時、宗景・盛宗兄弟と宗顕が北条時宗、貞泰が北条貞時、高景が北条高時から一字を拝領したと考えられる。足利氏において通字の｢氏｣が付かない足利家時について「時」の字が北条氏からの偏諱であることが指摘されており、「時」を通字としない安達氏においても、時盛、時顕が同じケースと考えられ、年代的に時頼、貞時から賜ったものとみられる。
建治3年（1277年）2月に検非違使に任官、弘安4年（1281年）に引付衆、わずか1年後の弘安5年（1282年）、泰盛が陸奥守に任官するのを機に24歳の若さで評定衆となり、弘安6年（1283年）に秋田城介に就任。弘安7年（1284年）4月に執権北条時宗の死去に伴って泰盛が出家しているので、この時に宗景が家督を継承したと見られ、泰盛が長年務めた五番引付頭人も引き継いでいる。同年5月に高野山から幕府に宛てた報告書の宛名は宗景となっており、時宗の嫡子貞時が7月に執権職に就くまでの空白期に宗景が執権職を代行していた。
弘安8年（1285年）11月の霜月騒動で死亡。享年27。『保暦間記』によれば、霜月騒動の原因は、宗景が曾祖父の安達景盛が源頼朝の落胤であると称して源氏に改姓したところ、平頼綱が執権貞時に「宗景が謀反を企て将軍になろうとして源氏に改姓した」と讒言したためとしている。
子の貞泰は安達一族と親しい金沢流北条氏に庇護され、正中2年（1325年）7月18日、慶珊寺富岡八幡社に大般若経を奉納しているとされるが、これは「宇都宮貞泰」の間違いと思われる。